# 로즈 글래스
로즈 글래스(Rose Glass, 1990년 ~ )는 잉글랜드의 영화 감독, 영화 각본가이다.

## 작품 목록
- 세인트 모드 (2019)
- 러브 라이즈 블리딩 (2024)